# هنری تردگیل
هنری تردگیل (انگلیسی: Henry Threadgill؛ زادهٔ ۱۵ فوریهٔ ۱۹۴۴) موسیقی‌دان، آهنگساز و نوازنده ساکسوفون اهل ایالات متحده آمریکا است. او در سال ۲۰۱۶ برنده جایزه پولیتزر موسیقی شد.